# El Telègraf (Castellbisbal)
El Telègraf o Torre Fossada és una torre d'una antiga línia de telègraf òptic al terme municipal de Castellbisbal (el Vallès Occidental) declarada bé cultural d'interès nacional.

## Arquitectura
Torre quadrada situada sobre el pas del riu Llobregat, sobre el "Pont del Diable". Té forma quadrada, d'aproximadament 5 metres de costat i amb uns 7 metres d'alçada. La construcció s'inicia en talús i té dues plantes d'alçada més el terrat. L'accés era elevat per una porta rectangular, que ha estat refeta en una restauració recent; al pis superior hi ha una petita finestra d'arc rebaixat.
Està envoltat per un fossat construït amb les mateixes característiques que la torre: còdols, pedres irregulars, algun petit carreu i lateres lligats amb morter de calç. Per creuar-lo i poder accedir a la torre es construí una plataforma sobre la qual descansaria un pont llevadís que, una vegada aixecat, protegiria la porta i la finestra de la torre.

## Història

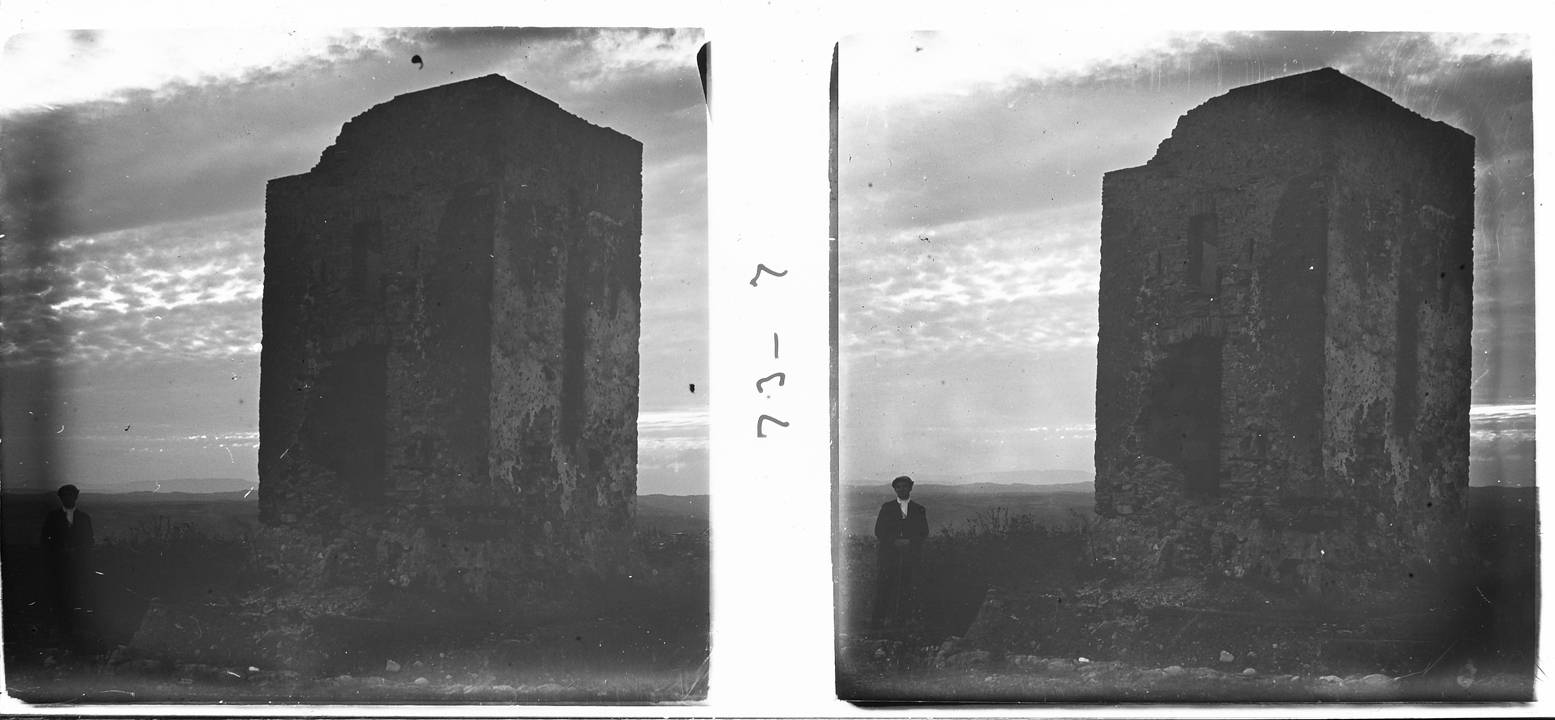
A la torre de telègraf. Josep Salvany i Blanch (1912)

La torre va ser construïda a mitjans del segle xix i formava part de la línia de telègraf òptic militar de Barcelona a Lleida; concretament era la número 4 i es comunicava directament amb les torres de Molins de Rei i Esparreguera. El 24 de gener de 1939 la torre es va convertir en un dels últims punts de resistència de les tropes republicanes davant de l'exèrcit franquista.
El Turó del Telègraf va quedar greument mutilat a causa de la construcció de la nova autovia del Baix Llobregat, el talús de la qual queda a un metre escàs de la torre. L'Ajuntament de Castellbisbal endegà a mitjans dels anys 90 del segle XX la restauració de la torre. A finals de l'any 2002 s'inicià una intervenció arqueològica amb l'objectiu de buidar i documentar el fossat. Durant aquesta intervenció no es va poder constatar l'existència d'estructures anteriors a la torre de telegrafia. Durant el mes de març de 2005 es va realitzar una nova intervenció per acabar de documentar la torre i el seu sistema defensiu.